# Чупринка Григорій Авраамович
Григо́рій Авраа́мович Чупри́нка  чи Грицько́ Чупр́инка (27 листопада 1879, с. Гоголів, Остерський повіт, Чернігівська губернія, Російська імперія — 28 серпня 1921, Київ, УСРР) — український поет, культурний, військовий і політичний діяч, учасник боротьби за народовладдя на теренах Української Республіки і боротьби за її самостійність.
Через популярність Чупринки серед патріотичних кіл його прізвище взяв за підпільний псевдонім генерал-хорунжий УПА Роман Шухевич («Тарас Чупринка»). Троюрідний брат Григорія Чупринки — Василь Олександрович Осьмак, відомий вчений і архітектор, за проектами якого збудовані стадіон Динамо, набережна Дніпра і інші архітектурні рішення в Києві, дворянин і далекий родич старих родів козацької старшини з Київщини, зокрема Скоропадських, Галаганів і т. д.

## Життєпис

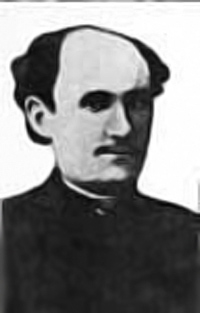
Григорій Чупринка

Народився у сім'ї козаків (представників козачого стану) містечка Гоголів Остерського повіту Чернігівської губернії Російської імперії (тепер Київщина), нащадок старовинних козацько-християнських родів регіону (сучасна Броварщина), представники яких жили тут щонайменше з часів Хмельниччини. У той час ці землі входили до складу Переяславського і Київського полків, одних з найдавніших полків Гетьманщини.
Навчався в Гоголівській народній школі, в Київській та Лубенській гімназіях.
Був ув'язнений за участь у революції 1905 року.
З 1910 року постійно жив у Києві.
За перевороту 1917 року був козаком у полку Хмельницького.
У 1919 році керував повстанням проти більшовиків на Чернігівщині.
Був співробітником «Української Хати».
23 червня 1921 року заарештований київським губернським ЧК, 28 серпня 1921 року засуджений до найвищої міри покарання — розстрілу. Розстріляний разом з Іваном Андрухом як член київського Всеукраїнського центрального повстанського комітету.
У 1996 році реабілітований рішенням Київської обласної прокуратури.

## Творча діяльність

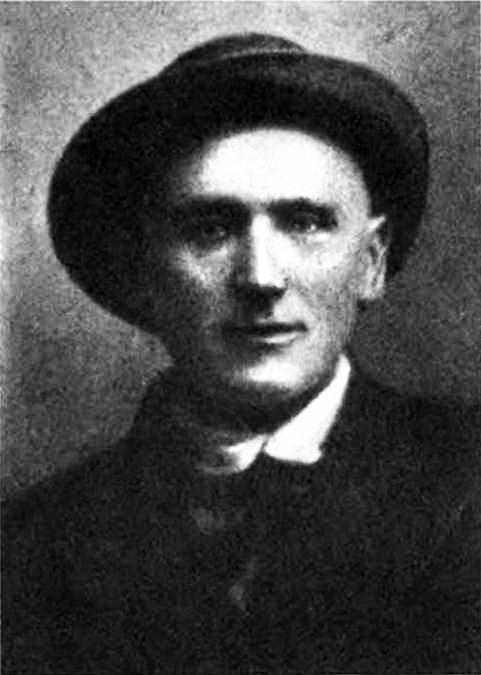
Григорій Чупринка

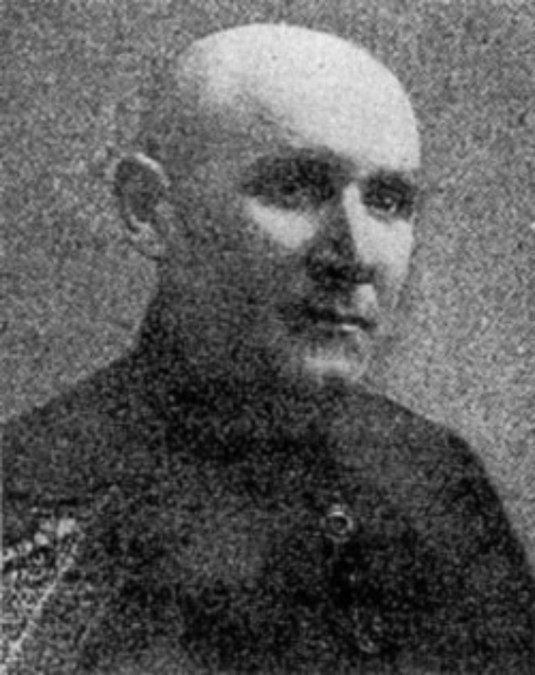
Григорій Чупринка

Чупринка автор збірок лірики: «Огнецвіт», «Метеор», «Ураган» (1910). «Сон-трава», «Білий гарт» (1911), «Контрасти» (1912), поеми «Лицар-Сам» (1913), а також літературно-критичних статей та рецензій.
Григорій тяжів до авангардизму, був добре обізнаний з російським символізмом. Поезії перших років творчості позначені перевагою традиційних громадських мотивів. Опісля в нього були помітні зацікавлення модернізмом з мотивами «безутішної самоти». А з початком революції 1917 року в його творчості знову стали переважати громадські настрої. Особливу увагу в поезії Чупринки привертають ритміка та звукопис.
11 (24) травня 1917 р. київська газета «Нова Рада» надрукувала вірш Григорія Чупринки «Слава Україні». Відомий композитор Кирило Стеценко написав до нього музику. Цей славень «Слава Україні» став одним з відомих пісень української революції 1917—1921 років.

### Вибрані твори
- Твори Гр. Чупринки [Архівовано 14 листопада 2021 у Wayback Machine.] (Прага, 1926) за редакцією Павла Богацького.
- Поезії [Архівовано 14 листопада 2021 у Wayback Machine.] / Вст. ст. М. Жулинського, ред. та прим. В. Яременка. (Київ, 1991)

## Вшанування
На честь Григорія Чупринки названі вулиці:
- вулиця Григорія Чупринки в рідному селі Гоголів;
- вулиця Григорія Чупринки в Броварах;
- вулиця Григорія Чупринки в Києві;
- вулиця Генерала Чупринки у Львові;

## Музика
- Артем Пивоваров та Quest Pistols — «Очі» (2023) на YouTube
- Пиріг і Батіг — «І гріховна і свята» (2024) на YouTube